# Bikini Kill
Bikini Kill is een Amerikaanse punkband afkomstig uit Olympia, Washington die is opgericht in 1990. De aanvankelijke bezetting van de band bestond uit zanger Kathleen Hanna, gitarist Billy Karren, basgitarist Kathi Wilcox en drummer Tobi Vail.
De band staat bekend om diens rol in de ontwikkeling van de riot grrrl, een Amerikaanse beweging en muziekgenre dat ideologische inspiratie trekt uit de derde feministische golf en op muzikaal vlak uit de grunge en de punkmuziek. De teksten van Bikini Kill bevatten vaak radicaal feministische boodschappen en de muziekstijl van de band wordt grotendeels beïnvloed door de hardcore punk.
Na het uitgeven van twee studioalbums, diverse ep's en singles en twee verzamelalbums, werd de band in 1997 opgeheven. In 2017 speelde Bikini Kill een eenmalige reünieoptreden en sinds 2019 is de band weer actief en bezig met een korte tournee.

## Geschiedenis
Bikini Kill werd opgericht in in Olympia in oktober 1990 door zanger Kathleen Hanna, gitarist Billy Karren, basgitarist Kathi Wilcox en drummer Tobi Vail. Hanna, Vail en Wilcox leerden elkaar kennen op het Evergreen State College in Washington. De band werd rond deze tijd opgericht en begon samen met het schrijven van nummers. Al vanaf het vroege begin spoorde Bikini Kill vrouwen aan om tijdens hun concerten naar voren te komen, en zo een omgeving te creëren die vooral op vrouwen was gericht. Desondanks bestond de aanhang van de band voor een groot deel ook uit mannen.
Riot grrrl-muzikant Lois Maffeo nam oorspronkelijk Bikini Kill aan als bandnaam, geïnspireerd op de film The Million Eyes of Sumuru (1967). Zij en haar vriend Margaret Doherty gebruikten de naam voor een eenmalige voorstelling in de late jaren 1980. De naam beviel Vail en ze besloot deze voor haar eigen band te gebruiken nadat Maffeo had gekozen voor de bandnaam Cradle Robbers.

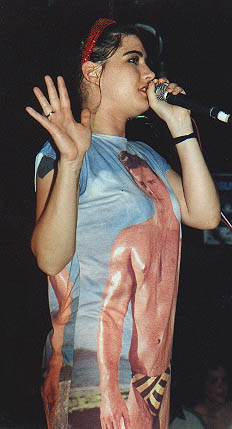
Kathleen Hanna live met Bikini Kill in Sydney (Australië) in 1996.

Na het uitgeven van een demo-cassette getiteld Revolution Girl Style Now!, bracht Bikini Kill de ep Bikini Kill uit via het platenlabel Kill Rock Stars. Het album, dat werd geproduceerd door Ian MacKaye (van Minor Threat en Fugazi), bezorgde de band enige bekendheid. Het debuutalbum, Pussy Whipped, werd in september 1993 uitgebracht. Bikini Kill reisde af naar Londen en werkte daar samen met de Engelse riot girrrl-band Huggy Bear samen aan het splitalbum Our Troubled Youth/Yeah Yeah Yeah Yeah. Bikini Kill ging hierna, in de lente van 1993, samen met Huggy Bear op tournee door het Verenigd Koninkrijk. Deze tournee is het onderwerp van een documentairefilm van Lucy Thane, getiteld It Changed My Life: Bikini Kill in the UK. Bij hun terugkeer in de Verenigde Staten begon de band te werken met Joan Jett van The Runaways, wiens muziek door Hanna wordt beschreven als een vroeg voorbeeld van de riot grrrl-beweging. Jett produceerde de single "New Radio/Rebel Girl" (1993) voor de band, en Hanna schreef verschillende nummers op Jett's studioalbum Pure and Simple (1994).
Het jaar daarop, in 1994, kreeg de riot grrrl-beweging voortdurend aandacht in de Amerikaanse media en Bikini Kill werd steeds vaker als een pionier van de beweging genoemd. Hanna riep op tot "media blackout" onder aanhangers van de beweging, omdat zij vonden dat de band en de beweging door de media verkeerd werden voorgesteld. De reputatie van de pionier is blijven bestaan, maar Hanna herinnert zich: "[Bikini Kill] werd in de jaren 90 belasterd en gehaat door zoveel mensen, en ik denk dat dat een beetje uit de geschiedenis is geschreven. Mensen gooiden kettingen naar onze hoofden - mensen haatten ons - en het was echt, heel moeilijk om in die band te zijn."
Het tweede en laatste studioalbum van de band, Reject All American, werd uitgebracht in 1996. Nadat de band werd opgeheven in 1997, werd een verzamelalbum van singles gecompileerd tussen 1993 en 1995 en uitgebracht in 1998 onder de titel The Singles.
In 2017 kwamen Hanna, Wilcox en Vail weer bijeen om een nummer te spelen ter ere van de uitgave van het boek The Raincoats van Jenn Pelly. Op 15 januari 2019 kondigde Bikini Kill vier concerten in de Verenigde Staten aan. De formatie voor deze concerten bestaat uit Hanna, Wilcox, Tobi Vail en de nieuwe gitarist Erica Dawn Lyle, die Billy Karren vervangt. Hierna begon de band weer frequent op te treden, onder andere in Europa. Ondanks deze heropleving van de band gaf Hanna eind 2019 in een interview met Pelly aan dat de band op dat moment geen plannen had om nieuw materiaal uit te geven, hoewel ze dit op den duur niet uitsloot.

## Leden
Huidige leden
- Kathleen Hanna - zang
- Kathi Wilcox  basgitaar
- Tobi Vail - drums
- Erica Dawn Lyle - gitaar

Oud-leden
- Billy Karren - gitaar

## Discografie
Studioalbums
- Pussy Whipped (1993)
- Reject All American (1996)

Verzamelalbums
- The C.D. Version of the First Two Records (1994)
- The Singles (1998)

Singles
| Titel                                        | Jaar | Album               |
| -------------------------------------------- | ---- | ------------------- |
| "New Radio"/"Rebel Girl"                     | 1993 | (geen)              |
| "The Anti-Pleasure Dissertation"             | 1995 | (geen)              |
| "I Like Fucking"                             | 1995 | (geen)              |
| "Take on Me"/"Capri Pants" (met Team Dresch) | 1996 | Reject All American |

Andere albums
| Titel                                  | Jaar | Soort                     |
| -------------------------------------- | ---- | ------------------------- |
| Revolution Girl Style Now!             | 1991 | demo-album                |
| Bikini Kill                            | 1992 | ep                        |
| Our Troubled Youth/Yeah Yeah Yeah Yeah | 1993 | splitalbum met Huggy Bear |